# Marc Raquil
Marc Raquil (Créteil, 1977. április 2. –) világ- és Európa-bajnok francia atléta, futó.

## Pályafutása
2000-ben érte el első nemzetközi sikerét, a genti fedett pályás Európa-bajnokságon négyszázon szerzett bronzérmével. Ebben az évben szerepelt egész pályafutása egyetlen olimpiáján. Sydney-ben negyeddöntőig jutott négyszáz méteren, míg a francia négyszer négyszázas váltóval döntős volt. Ez utóbbi számot Emmanuel Front, Marc Foucan és Ibrahima Wade társaként az ötödik helyen zárta.
A 2003-as párizsi világbajnokságon két érmet is nyert. A váltóval világbajnok lett, négyszázon pedig bronzérmet szerzett.
2005-ben a fedett pályás Európa-bajnokságon is győzött a váltóval, majd egy évvel később szabadtéren két Európa-bajnoki címet nyert.

## Egyéni legjobbjai
- 200 méteres síkfutás - 21,03 s (2001)
- 400 méteres síkfutás - 44,79 s (2003)